# انگلیسی‌سازی

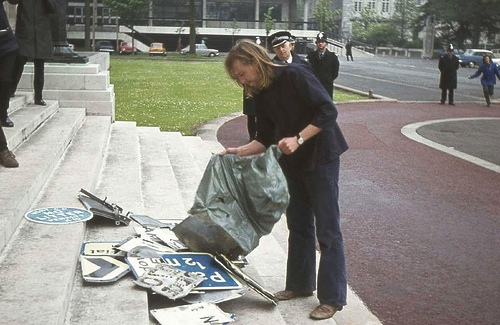
یکی از معترضان ولزی درحال تخلیه تابلوهای تمام انگلیسی کنده شده میان جاده‌های کاردیف

انگلیسی‌سازی (به انگلیسی: Anglicisation) فرایند دگرگونی هرچیزی به‌سوی نزدیکی هرچه بیشتر به هنجارهای انگلیسی را گویند.

## انگلیسی‌سازی اجتماعی
انگلیسی‌سازی اجتماعی و اقتصادی یکی از اهداف مهم پادشاهی انگلستان در مناطق سلت‌نشین پادشاهی متحده شامل ایرلند، ولز و اسکاتلند بود. نیز انگلیسی‌سازی اجتماعی خصیصه‌ای بود که در بخشی از جوامع زیر نفوذ بریتانیا وجود داشت.

## انگلیسی‌سازی زبانی
در مفهوم زبانی، انگلیسی‌سازی به سیاست استفاده از زبان انگلیسی گفته می‌شود؛ چنانچه این سیاست یکی از علل شرکت در جنگ بوئرها بود. دگرگونی زبانی در بُعد شخصی و مبتنی بر تصمیم فردی نیز نوع دیگری از «انگلیسی‌سازی زبانی» است.

## انگلیسی‌سازی واژگان و نام‌های دیگر زبان‌های ناانگلیسی
این فرایند عبارت است از: دگرگونی صورت نوشتاری و گفتاری عناصر یک زبان به‌سوی هرچه انگلیسی‌تر شدن

## منبع
- Wikipedia contributors, "Anglicisation," Wikipedia, The Free Encyclopedia, https://en.wikipedia.org/w/index.php?title=Anglicisation&oldid=672128685 (accessed July 29, 2015).